# Hamad Aladwani
Hamad Aladwani es un deportista kuwaití que compitió en atletismo adaptado. Ganó cuatro medallas en los Juegos Paralímpicos de Verano en los años 2000 y 2004.

## Palmarés internacional
| Juegos Paralímpicos | Juegos Paralímpicos | Juegos Paralímpicos | Juegos Paralímpicos |
| Año                 | Lugar               | Medalla             | Prueba              |
| ------------------- | ------------------- | ------------------- | ------------------- |
| 2000                | Sídney (Australia)  | Medalla de bronce   | 100 m T53           |
| 2004                | Atenas (Grecia)     | Medalla de oro      | 400 m T53           |
| 2004                | Atenas (Grecia)     | Medalla de plata    | 100 m T53           |
| 2004                | Atenas (Grecia)     | Medalla de plata    | 200 m T53           |